# HD 208177
HD 208177，又名BD-03 5329，SAO 145735、HR 8363，是一颗恒星，视星等为6.2，位于銀經54.49，銀緯-41.54，其B1900.0坐标为赤經21h 49m 24s，赤緯-3° -41.54′ 21″。